# Временное правительство Сомали
Временное правительство Сомали во главе с Али Махди Мохамедом было создано в январе 1991 года сразу после распада Сомалийской Демократической Республики. С ноября 1991 по 1995 год Али Махди Мохамед пользовался признанием в качестве президента в международном сообществе после проведённой с 15 по 21 июля 1991 года конференции в Джибути. Али Махди был избран временным президентом Сомали сроком на два года, однако из-за проблем с легитимностью назначенное на конференции в Джибути правительство Али Махди было признано лишь несколькими странами, в том числе Джибути, Египтом, Италией и Саудовской Аравией.
Однако Мохамед не мог распространять свою власть за пределами определённых частей столицы. Вместо этого власть соперничала с лидерами других фракций в южной половине страны и с автономными субнациональными образованиями на севере. Соревнование за влияние и ресурсы между Мохамедом и Мохамедом Фарахом Айдидом продолжалось в ходе миссий ООН в Сомали в 1992—1995 годах (ЮНОСОМ I, ЮНОСОМ II и ЮНИТАФ) вплоть до смерти Айдида в 1996 году.
Правительство было распущено в январе 1997 года.